# Dynastie jarwanide
1310–1417
Entités précédentes :
- Dynastie usfuride

Entités suivantes :
- Dynastie jabride (en)

La dynastie jarwanide (arabe : الجروانيون) était une dynastie arabe qui a régné sur l'Arabie orientale (en) au XIVe siècle,.

## Histoire
Les Jarwanides appartenaient au clan des Bani Malik. On ne sait pas avec certitude s’ils étaient affiliés aux Banu Uqayl—la tribu de leurs prédécesseurs, les usfurides, et de leurs successeurs, les Jabrides (en)—ou aux Banu Abd al-Qays (en), auxquels appartenait la Dynastie uyunide (en) (1076-1235). Les Jawanides prirent le pouvoir à un moment du XIVe siècle, après avoir expulsé les forces de Sa'eed ibn Mughamis, chef de la tribu Muntafiq basée dans la ville irakienne de Bassorah.
Les sources contemporaines, comme Ibn Battuta et Ibn Hajar, qualifient les Jarwanides de « Rawafidh extrêmes », terme désignant les chiites qui rejettent les trois premiers califes. Un érudit sunnite du XVe siècle en Égypte les décrit comme des « restes des Qarmates ». L'historien Juan Cole en conclut qu'ils étaient probablement ismaéliens. Cependant pendant leur règne, le chiisme duodécimain fut promu, et des érudits duodécimains occupaient des postes importants, notamment dans les juges et la direction de la hisba. De plus, contrairement aux pratiques des Qarmates, les prières islamiques étaient célébrées dans les mosquées sous le régime jarwanide, et l'appel à la prière suivait la formule chiite. Un érudit duodécimain du XIVe siècle, Jamaluddeen Al-Mutawwa', appartenait à la famille Jarwan,. Selon Al-Humaydan, spécialiste de l’histoire de l’Arabie orientale, les Jarwanides étaient duodécimains, et le terme « Qaramita » était utilisé simplement comme une épithète pour « chiite »,  .
Le règne des Jarwanides prit fin XVe siècle et repris par les Jabrides, un clan de bédouins des Banu Uqayl